# Hiatus leucaemicus
Als Hiatus leucaemicus oder leukämische Lücke bezeichnet man das weitgehende Fehlen von mittleren Reifungsstadien der Myelopoese im Differentialblutbild bzw. im Knochenmark. Beim Hiatus leucaemicus finden sich nur ganz reife und ganz unreife Leukozyten (segmentkernige Granulozyten und Blasten). Die Zwischenstufen (Promyelozyten, Metamyelozyten, Myelozyten, stabkernige Granulozyten) fehlen dagegen weitgehend („Hiatus“). Der Hiatus leucaemicus ist typisch für die akute myeloische Leukämie. Bei der chronischen myeloischen Leukämie liegt dagegen kein Hiatus leukaemicus vor, sondern hier findet sich das ganze Kontinuum der verschiedenen Reifungsstufen, wobei der Prozentanteil der Blasten meist gering ist.